# Zdeňkov
Zdeňkov (en allemand : Zdenkau) est une commune du district de Jihlava, dans la région de Vysočina, en République tchèque. Sa population s'élevait à 61 habitants en 2024.

## Géographie
Zdeňkov se trouve à 13 km à l'est-sud-est de Telč, à 29 km au sud de Jihlava et à 135 km au sud-est de Prague.
La commune est limitée par Rozseč au nord, par Jindřichovice à l'est, par Krasonice au sud et par Bohuslavice et Bohuslavice à l'ouest.

## Histoire
La première mention écrite de la localité date de 1655.